# Alain Horeau
Alain Horeau est un chimiste français né le 11 juin 1909 à Nantes et mort le 14 février 1992 à Sceaux.

## Biographie
Alain Horeau est le fils d'André Horeau, docteur en médecine, et de Marguerite Talvande. Il épouse Anne Marie Coüasnon, fille de l'architecte Charles Coüasnon et nièce du Dr Emmanuel Porteu de La Morandière. Il est également le petit fils de Camille Horeau maire de la Fresnay-sur-Sarthe
Après sa scolarité au lycée d'Oran, il suit ses études à la faculté des sciences de Nancy puis à celles de Paris, obtient un diplôme d'ingénieur chimiste de l'Institut de chimie de Nancy en 1930, son doctorat ès sciences à Nancy en 1933, en pharmacie à Paris en 1941 puis ès sciences naturelles en 1951.
Professeur de chimie organique des hormones au Collège de France (1956-1980), il est administrateur du Collège de France de 1974 à 1980.
Élu membre de l'Académie des sciences en 1977, il est président de l'Académie des sciences en 1987 et 1988, ainsi que de la Fondation Hugot du Collège de France de 1979 à 1985, de la Société chimique de France et de la Fédération française de chimie.

## Distinctions
- Commandeur de la Légion d'honneur
- Commandeur de l'ordre national du Lion du Sénégal
- Médaille d'argent du CNRS (1962)